# Pootsi
Pootsi este un sat din municipalitatea Pärnu, comitatul Pärnu din Estonia de sud-vest. Are o populație mai mică de 100 de oameni.

## Personalități
- Platon Kulbuș (25 iulie 1869) - sfânt al Bisericii Ortodoxe.